# Egipatsko pješčano more
Egipatsko pješčano more se nalazi u Libijskoj pustinji.
Kao i u preostala dva pješčana mora Kalanškom pješčanom moru i Rebijanskom pješčanom moru, u njemu se nalaze dine visoke i do 110 m i pokrivaju četvrtinu Libijske pustinje. Dine su nastale djelovanjem vjetra.